# 阿根施泰因山
47°32′13″N 10°33′29″E / 47.53694°N 10.55806°E

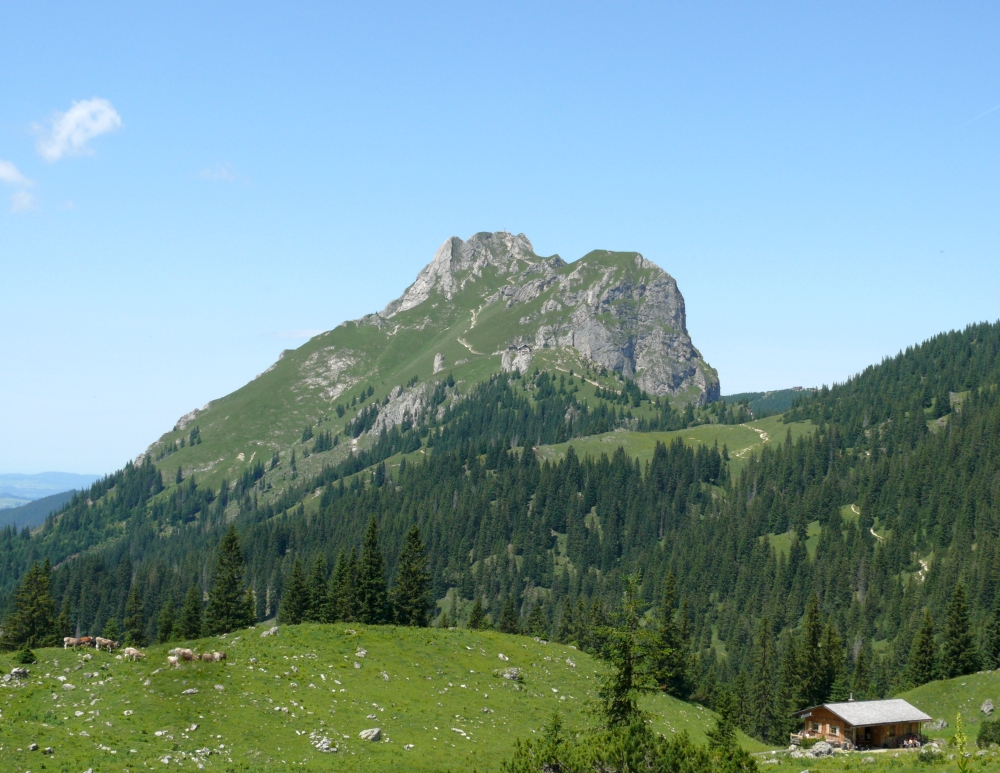

阿根施泰因山（德語：Aggenstein），是中歐的山峰，位於德國和奧地利接壤的邊境，屬於阿爾高阿爾卑斯山脈的一部分，距離布倫滕約赫山1.8公里，海拔高度1,986米，每年平均降雨量1,698毫米。